# کرو دیجیتال
کرو دیجیتال (انگلیسی: Curve Digital) شرکت بازی ویدئویی بریتانیایی است، که در سال ۲۰۰۵ تأسیس شد.